# Dorota Świeniewicz
Dorota Świeniewicz (Głuszyca, 27 luglio 1972) è un'ex pallavolista polacca, di ruolo schiacciatrice.

## Carriera

### Club
La carriera di Dorota Świeniewicz inizia nel 1988 nel Polonia Świdnica. Nella stagione 1993-94 esordisce nella massima divisione polacca con il BKS, con cui, in quattro annate di permanenza, vince lo scudetto 1995-96.
Nella stagione 1997-98 viene ingaggiata dal club italiano della Sirio Perugia, in Serie A1: resta legata alla squadra umbra per nove annate, conquistando tre Coppe Italia, la Coppa delle Coppe 1999-00, due scudetti, la Coppa CEV 2004-05, dove ottiene il riconoscimento di MVP, la Champions League 2005-06 e la Coppa di Lega 2006.
Dopo un periodo d'inattività per gravidanza, torna in campo nella stagione 2007-08 vestendo la maglia dell'Ícaro, nella Superliga Femenina de Voleibol spagnola. Ritorna in Italia per il campionato 2008-09, questa volta al Santeramo: tuttavia, a causa dei problemi finanziari della squadra, ritorna in patria a metà annata, nuovamente al BKS, in Liga Siatkówki Kobiet, dove resta fino al termine della stagione 2009-10, conquistando lo scudetto 2009-10.
Nella stagione 2010-11 si accasa al Trefl Sopot, che dall'annata successiva prenderà il nome di Atom Trefl Sopot, sempre in Liga Siatkówki Kobiet: nel febbraio 2012, a seguito delle difficoltà finanziarie del club, rescinde il contratto con la squadra di Sopot e annuncia il suo ritiro dall'attività agonistica.

### Nazionale
Ottiene le prime convocazioni nella nazionale polacca nel 1991, con cui partecipa alle edizioni 1991, 1995, 1997 e 1999 del campionato europeo, chiuse rispettivamente al decimo, nono, ottavo e sesto posto. Con l'arrivo sulla panchina di Zbigniew Krzyżanowski, la giocatrice lascia la nazionale in quanto il nuovo allenatore la voleva come libero. Rientra nel 2003 conquistando, nello stesso anno, la medaglia d'oro al campionato europeo, bissata anche nell'edizione successiva, quando viene premiata sia come miglior realizzatrice che come miglior giocatrice. Ottiene le ultime convocazioni nel 2009, venendo inserita nelle lista delle partecipanti al campionato europeo, senza però essere tra le quattordici giocatrici convocate per la fase finale: ha ottenuto un totale di 325 presenze.

## Palmarès

### Club
- Campionato polacco: 2

1995-96, 2009-10
- Campionato italiano: 2

2002-03, 2004-05
- Coppa Italia: 3

1998-99, 2002-03, 2004-05
- Coppa di Lega: 1

2006
- Champions League: 1

2005-06
- Coppa delle Coppe: 1

1999-00
- Coppa CEV: 1

2004-05

### Premi individuali
- 2005 - Coppa CEV: MVP
- 2005 - Campionato europeo: Miglior realizzatrice
- 2005 - Campionato europeo: MVP